# Cocor cu gât negru
Cocorul cu gât negru (Grus nigricollis) este o specie de pasăre din familia cocorilor (Gruidae) care trăiește în Asia. Este un cocor de dimensiuni medii care se reproduce pe platoul tibetan și iernează în părți din nord-vestul subcontinentului indian și din estul Chinei. Are 139 cm lungime, cu o anvergură a aripilor de 235 cm și cântărește 5,5 kg. Este venerat în tradițiile budiste și protejat cultural pe o mare parte din arealul său. În Buthan există un festival care sărbătorește pasărea iar Ladakh a desemnat-o drept pasăre de stat.

## Descriere
Penajul său este în principal alb-cenușiu, cu capul, gâtul, coada i picioarele negre. Coroana este roșie și are o mică pată albă în partea din spate a ochiului. Irisul ochilor este galben albicios. Ciocul este maro cu vârful galben. Ambele sexe arată similar. Coada sa neagră îl diferențiază ușor de cocorul mare care o are gri.

## Comportament

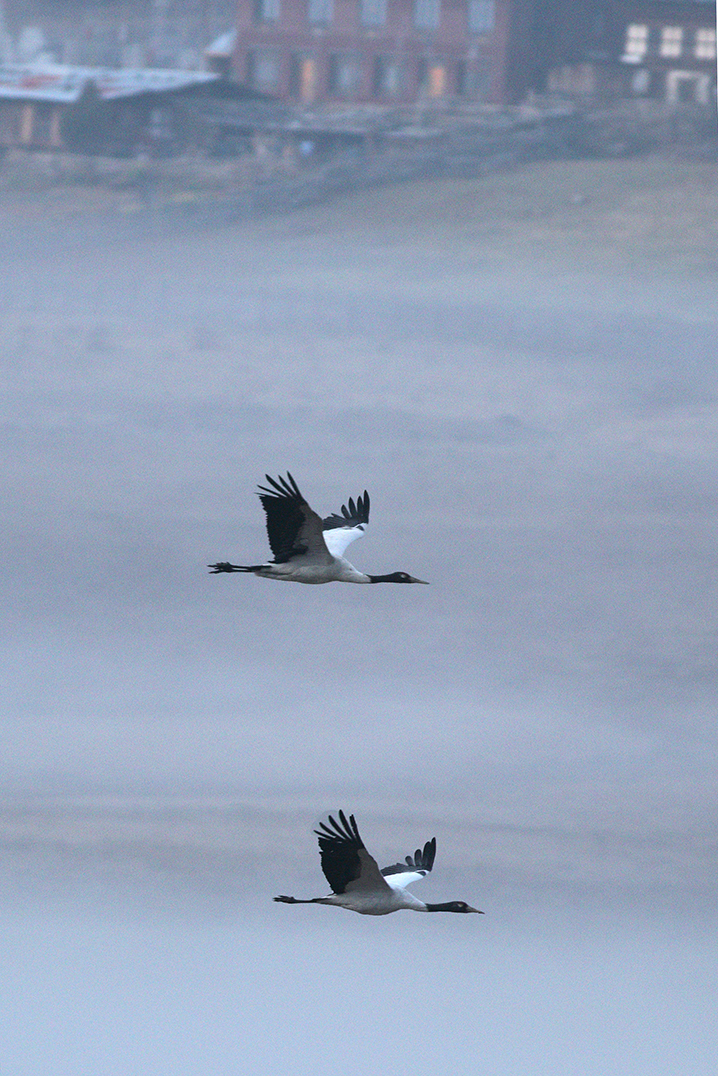
Cocori cu gât negru în zbor, Valea Phobjikha, Bhutan

Cocorii cu gât negru se hrănesc la sol în grupuri mici. Iarna cârdurile vin și pleacă împreună de pe câmpurile unde se hrănesc, dar se dispersează și ele în grupuri familiale mici. Petrec aproape 75% din zi hrănindu-se, principalele perioade de hrănire fiind dimineața și seara.  În timp ce hrănesc, merg și pot parcurge distanțe mari între punctele de hrănire. În acest fel, parcurg câțiva kilometri pe zi.
Se hrănesc cu tuberculi de rogoz, rădăcini de plante, râme, insecte și alte nevertebrate, broaște și alte vertebrate mici. De asemenea, se pot hrăni cu boabe de orz, ovăz și hrișcă căzute pe câmp și uneori dezgropă și se hrănesc cu cartofi, morcovi și napi. Sunetele lor puternice sunt similare cu cele ale altor cocori.
Aceste păsări sunt foarte precaute, dar în unele regiuni s-au obișnuit cu localnicii care nu-i deranjează. Sunt capabile să să distingă oamenii în portul tradițional și sunt deosebit de prudente față de restul.

## Galerie

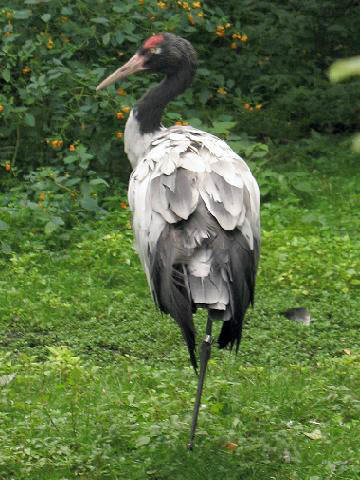
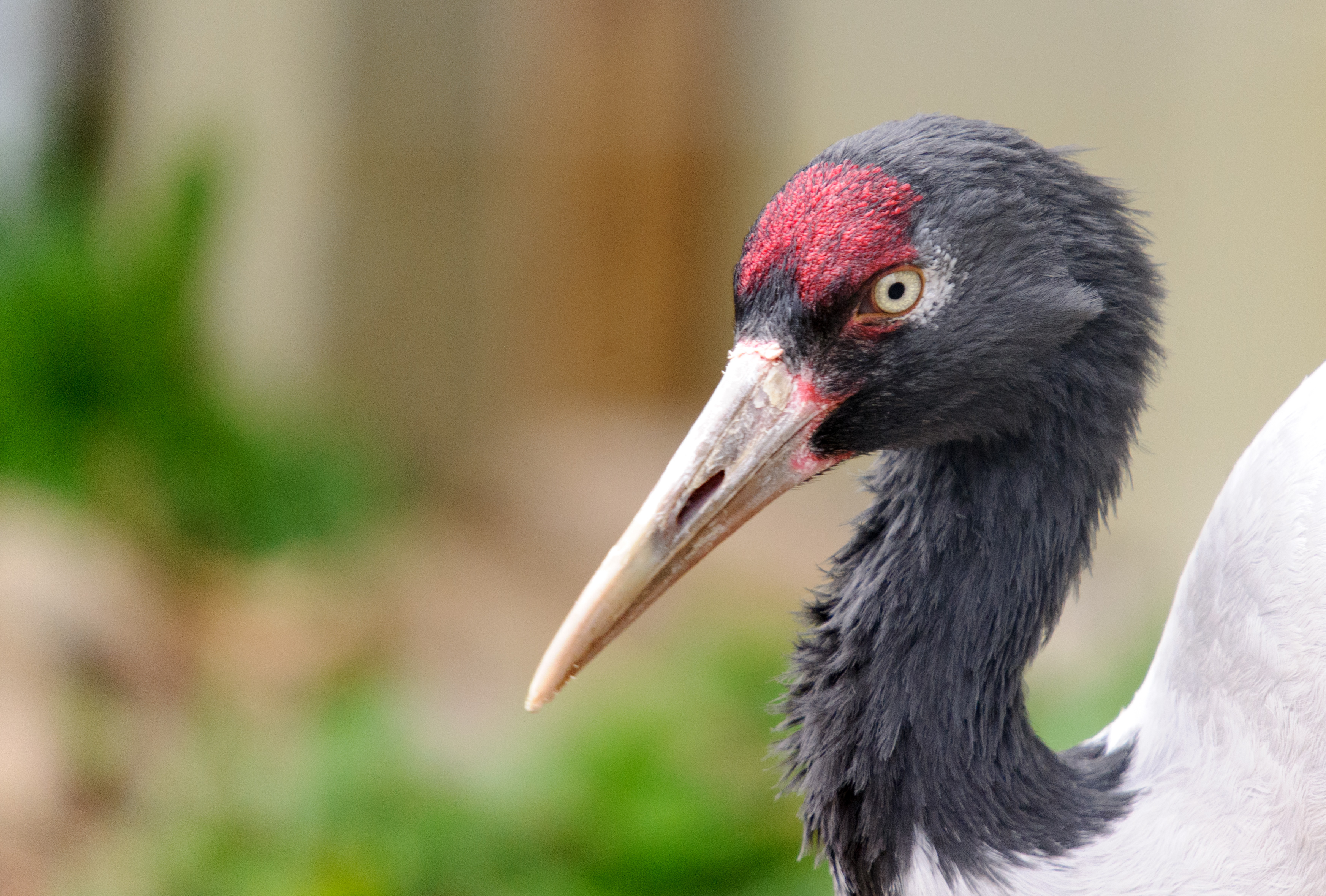
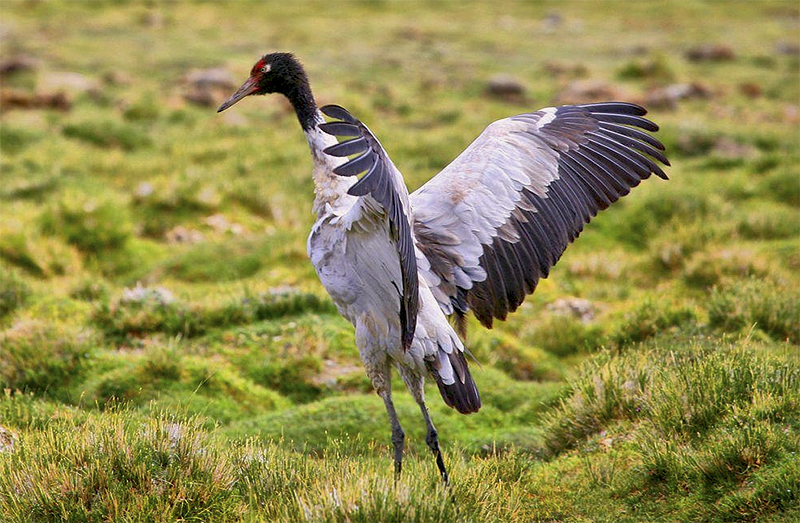